# Manganokhomyakovite
La manganokhomyakovite è un minerale appartenente al gruppo dell'eudialite.

## Etimologia
Prende il nome dalla composizione chimica: è una khomyakovite ricca di manganese.